# Svarte Peter
Svarte Peter (engelska: The Adventure of Black Peter) är en av Sir Arthur Conan Doyles 56 noveller om detektiven Sherlock Holmes. Novellen publicerades för första gången 1904. Svarte Peter ingår i novellsamlingen The Return of Sherlock Holmes.

## Handling

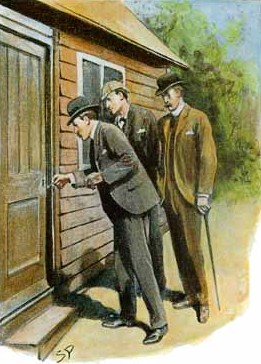
Holmes, Watson och Kommissarie Hopkins.

Ett fruktansvärt harpunmord har ägt rum och en ung polisman, Stanley Hopkins, frågar Holmes om hjälp. Holmes första slutledning är att det måste krävas stor styrka och skicklighet för att få en harpun att genomborra en man och fastna i väggen bakom.
Det 50-åriga offret heter Peter Carey, kallad Svarte Peter. Han var en mycket otrevlig och våldsam före detta valjägare och sjöman. Hans dotter visar sig till och med vara glad för hans död. Det viktigaste spåret är en tobakspung gjord av sälskinn med initialerna "PC". Svarte Peter rökte sällan, och än mer viktigt är att det inte finns någon pipa i huset. Det tolkar Holmes som att pungen är kvarglömd av förövaren, trots initialerna. 
Det enda ögonvittnet, en stenhuggare vid namn Slater, säger att han sett en skugga i ett av fönstren som han är säker på inte tillhörde Carey. På natten, runt klockan två, hörde Careys dotter ett skrik, men hon tog ingen notis eftersom Carey ofta skrek då han var full.
Carey påträffades fullt påklädd, vilket skulle kunna tyda på att han väntade besök. På bordet stod två glas med lite rom i. Det fanns även annan sprit, men den var orörd. Slutligen fanns det en liten anteckningsbok och en kniv på mordplatsen. Kniven tillhörde Peter Carey.
Anteckningsboken var märkt med initialerna J. H. N. och årtalet 1883. På andra sidan stod det C. P. R. vilket Holmes tolkar som "Canadian Pacific Railway”. Boken verkar vara full med information om olika aktier, och Holmes antar att J. H. N. är namnet på en börsmäklare. 
När Holmes och Hopkins först kommer till mordplatsen, en liten stuga som Carey inrett som en kajuta, märker de att någon försökt bryta sig in. Denne någon har misslyckats och Holmes tror att det tyder på att personen kommer att återkomma och försöka igen, troligen då bättre utrustad. 
Holmes undersöker insidan av huset och hittar ett ställe på en hylla utan damm. Något har tagits från hyllan. Formen antyder att det som tagits är en bok eller möjligen en ask.
Holmes, Dr. Watson, och Hopkins väntar in natten och ett nytt inbrottsförsök. De väntar inte förgäves. En person kommer, bryter sig in och går igenom Careys gamla loggböcker. Men tydligen har någon rivit ur de sidor han letade efter. När han går ut ur huset blir han gripen. 

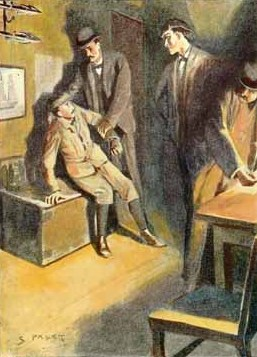
John Hopley Neligan grips.

Hans namn är John Hopley Neligan - vilket överensstämmer med initialerna i anteckningsboken. John Hopley Neligan är son till en - sedan länge - försvunnen bankman. Han påstår att han letade igenom Careys loggböcker för att testa en teori. Han tror att Carey visste något om faderns försvinnande, och att det möjligen till och med var så att Carey mördat fadern.
Hopkins tar med Neligan till polisstationen trots att Neligan svär att han inte haft med mordet att göra. Holmes tror honom eftersom Neligan är en smal och klen figur som knappast skulle klara av att köra en harpun rakt igenom en man. Dessutom kräver ett sådant dåd vana med att hantera harpuner. Dessutom ansåg Holmes att de två romglasen, och den i övrigt orörda spriten, pekade mot att den verklige mördaren var en sjöman då dessa föredrar rom.
Holmes räddar Neligan från att bli hängd genom att hitta den verklige mördaren. Holmes låter sätta in en annons där det står att han söker en harpunerare. Holmes utger sig för att vara en sjökapten vid namn Basil. Han får tre ansökande som kommer till 221B Baker Street för att försöka få platsen. En av de sökande är Peter Careys mördare. Patrick Cairns visar sig vara mördaren. Han har rätt initialer (samma som på den kvarglömda tobakspungen) och Holmes har också tidigare tagit reda på att Carey och Cairns tidigare varit skeppskamrater. Att Holmes kände sig rätt säker på att mördaren skulle söka det fiktiva jobbet berodde på att han förstod att mördaren helst skulle vilja lämna landet så fort som möjligt. 
Holmes sätter handbojor på Cairns, som dock hävdare sig oskyldig till mord. Cairns förklarar att det var självförsvar i och med att Carey sträckt sig efter sin kniv. Cairns förklarar att anledningen till att han besökt Carey var att han försökt pressa pengar av honom. Det visar sig att Neligans teori om den försvunne fadern stämde. Carey hade mördat honom för att komma över några värdepapper.
Neligan släpps och återfår de värdepapper som Carey inte hunnit sälja.